# Émile Pouvillon
Paul Antoine Émile Pouvillon est un écrivain français né le 10 octobre 1840 à Montauban et mort le 7 octobre 1906 à Jacob-Bellecombette près de Chambéry.

## Biographie
Il est l'unique fils d'Auguste Pouvillon et de Lucie Doumerc. D'après son ami musicien Edmond Galabert, "Émile Pouvillon tenait son intelligence et sa bonté à la fois de son père et de sa mère. Il se plaisait à parler d'eux. Sa mère très entendue en affaires et d'un sens droit avait hérité des capacités de son père [...] qu'on citait comme un homme remarquable. Mais elle n'était pas de ces femmes à l'esprit étroit qui se confinent dans les occupations de la vie matérielle, dans les comptes et les soins du ménage. Elle lisait, elle sentait la nature. [...] Son père était un homme tout à fait excellent et son fils avait pour sa mémoire un culte attendrissant."
Le 30 mai 1870, il épouse Blanche Soleville, de onze ans sa cadette. Ils auront trois fils nés à Montauban : Henri, né en 1871 ; Étienne né en 1872 ; Pierre né en 1874.  
En 1871, la mère d'Émile Pouvillon achète le domaine de Capdeville, à une dizaine de kilomètres de Montauban, situé entre les collines du Quercy et les rives de l'Aveyron, dans la commune de Lamothe-Capdeville. Son fils en héritera.  
Après des études de Droit à Paris, Émile revient dans sa ville natale et s'oriente vers la littérature en écrivant quelques poésies et des nouvelles. Il réside dans le quartier de Villenouvelle, qui accueille son aîné quercynois, l'écrivain régionaliste Léon Cladel. En 1867, un séjour à Paris lui permet de côtoyer le milieu littéraire et de voir ses premiers textes publiés par Jules Vallès dans sa revue La Rue. Mais ce n'est qu'en publiant ses Nouvelles réalistes en 1878 qu'il acquiert une certaine notoriété. Parmi ses écrits les plus connus :
- des peintures du monde paysan du Quercy au XIXe siècle :
  - Césette, histoire d'une paysanne, feuilleton paru en 1880 dans Le Temps, publié en volume par Alphonse Lemerre en 1882 et couronné du prix Lambert par l'Académie française.
  - L'Innocent, roman dédié à Pierre Loti, paru chez le même éditeur en 1884.
  - Jean-de-Jeanne, roman publié en 1886.
  - Chante-Pleure, roman paru en 1890.
  - Les Antibel, tragédie paysanne, publiée en 1892, puis adaptée pour le théâtre avec la collaboration d'Armand d'Artois et représentée en 1899 au théâtre de l'Odéon à Paris.

- des romans psychologiques :
  - Mademoiselle Clémence, Ollendorff, 1896.
  - L'Image, chez le même éditeur, 1897.
  - Le Vœu d'être chaste, Éditions de la Revue blanche, 1900.
  - et un dernier roman historique, situé en Roussillon lors du coup d'État du 2 décembre 1851: Jep, paru chez Fasquelle en 1904.

- des recueils de nouvelles et de contes :
  - Le Cheval bleu, chez Lemerre, 1888.
  - Petites âmes, 1893
  - Petites gens, Fasquelle, 1905.

- des œuvres dramatiques :
  - Bernadette de Lourdes, mystère, édité par Plon-Nourrit en 1894.
  - Le Roi de Rome, drame historique publié et représenté en 1898.

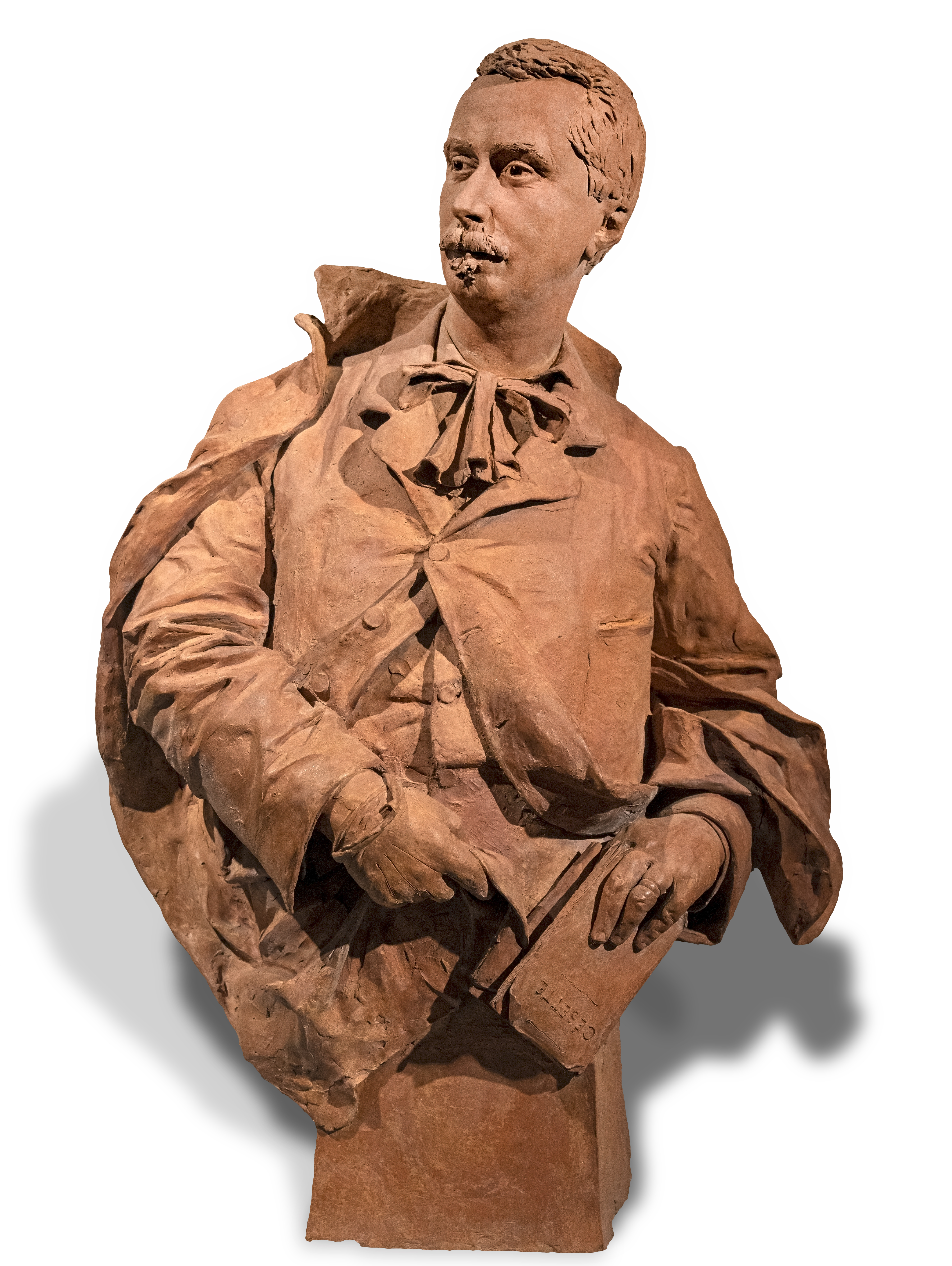
Buste par Bourdelle
Musée Ingres-Bourdelle, 1883;

En 1891, il est nommé chevalier de la Légion d'Honneur puis officier en 1900.
En 1892, il préside un comité dans le but d'élever un monument dans sa ville natale au regretté Léon Cladel ; avec l'aide d'Henry Lapauze, délégué du comité ; l'inauguration aura lieu en juin 1894, en présence des Cadets de Gascogne et de nombreuses célébrités.
L’Académie française lui décerne le prix Vitet en 1897.
De 1898 à sa mort, il devient un des chroniqueurs réguliers du quotidien toulousain La Dépêche
Il aborde aussi des sujets plus politiques. En 1894, contrairement à la majorité des personnes de son milieu, il se prononce en faveur du capitaine Dreyfus. Toutefois, ce parti pris politique ne l'empêche pas de conserver certaines amitiés, notamment avec Charles Maurras.  
En effet, Émile Pouvillon correspondit avec de nombreux auteurs et artistes de son temps : les écrivains Pierre Loti, François Coppée, José-Maria de Heredia, Léon Cladel, Charles Maurras ; les peintres Henri Marre et Émile Lévy ; le sculpteur Antoine Bourdelle. Marc Lafargue lui consacre un poème intitulé Le Maître dans l'Age d'or dans lequel il évoque une promenade en canot sur l'Aveyron à Capdeville, sa propriété dans laquelle il recevait fréquemment ses amis.  
Il consacra beaucoup de temps à aménager cette résidence qu'il affectionnait. Edmond Galabert précise qu'Émile Pouvillon s'est arrêté d'écrire pendant un an pour agencer l'intérieur de Capdeville.  
Marcel Sémézies brosse ce portrait d'Émile Pouvillon en 1892 : "Grand, un peu fort, la moustache et les cheveux gris en brosse, la face colorée, d'allure alerte en ses vestons bleus piqués du trait rouge de la décoration, le romancier rustique fait songer au premier abord à un colonel de cavalerie en tenue bourgeoise. Mais la voix caressante et basse, la douceur du regard bleu pâle, l'onction du geste éloignent toute idée militaire. Il vit en gentilhomme campagnard et en poète philosophe sur ses terres du Quercy dans d'aimables paysages qu'il excelle à décrire. Camarade exquis, causeur étincelant et fin, il accueille les passants, aime les humbles, peint plutôt qu'il ne conte les idylles paysannes et la vie rurale et siège avec bonhomie en la benoîte Académie de Montauban."  
Louise Espinasse Mongenet écrira Emile Pouvillon, Littérateur, dans le journal Feuilles au vent, article empreint d'une grande admirationpour ses qualités de "psychologue et profond psychologue", loués par son meilleur ami, Charles de Pomairols, ou encore Armand Praviel dans l'Amitié de France
Émile meurt subitement, le 7 octobre 1906, à l'âge de 65 ans, au cours d'une promenade dans les Alpes, alors qu'il était en villégiature, près de Chambéry, dans la famille de Louise Espinasse-Mongenet. La veille, il s'était exclamé devant ces magnifiques paysages : "on voudrait mourir ici !". Les circonstances de son décès seront rapporté en détail par Louise Espinasse Mongenet.  
Plusieurs rues portent son nom à Montauban, Lamothe-Capdeville, Caussade (82), Perpignan (66) et Merville (31) ; une avenue lui est dédiée à Paris (7e arrondissement). En 1911, un monument commémoratif évoquant Césette est érigé au Jardin des Plantes à Montauban.  
Les 4 et 5 octobre 1913, Henry Lapauze, conservateur du Petit Palais à Paris et président du comité Ingres, et la ville de Montauban organisent l'inauguration d'un monument à la gloire du romancier en même temps que l'inauguration du musée Ingres : ces fêtes se déroulèrent sur deux jours et l'affluence fut considérable, car de nombreuses personnalités étaient venues de la capitale ; Léon Bérard (secrétaire d'État aux Beaux-arts) Justin de Selves (préfet de Paris et président du Tarn-et-Garonne), Alfred Roll (président de la Société nationale des Beaux-Arts) Georges Leygues, Marcel Sembat, Georges Lecomte, Mme Daniel-Lesueur, Pierre Decourcelle, etc. À cette occasion, Cécile Sorel, sociétaire de la Comédie Française, a déclarait des sonnets d'Émile Pouvillon (cf. Journal des débats politiques et littéraires, du 6 octobre 1913).

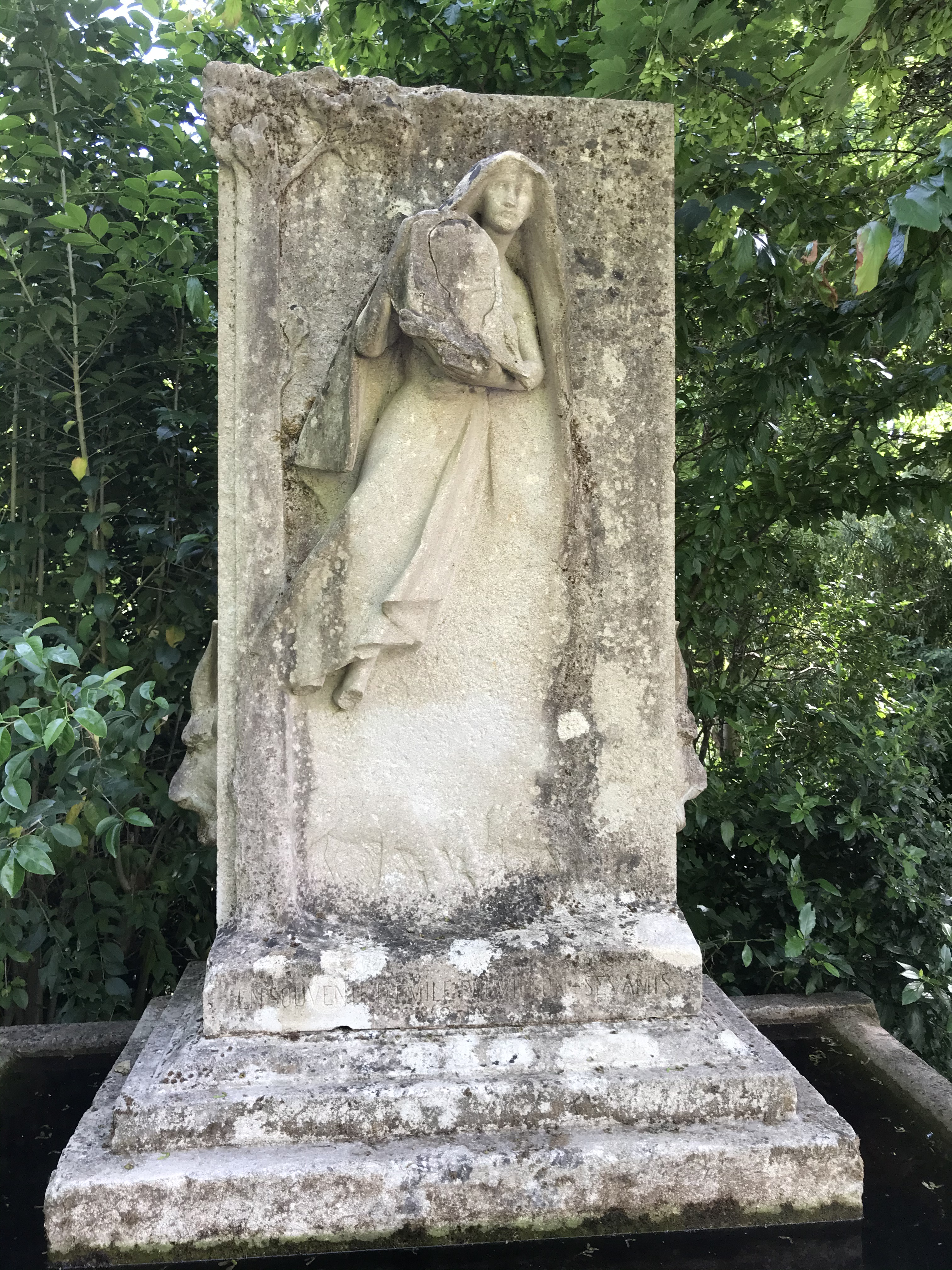
Jardin des plantes Montauban. Monument érigé par les amis d’Emile Pouvillon.